# Asesinatos de Beitunia
El 15 de mayo de 2014 se produjo el asesinato de dos adolescentes palestinos durante las protestas anuales del Día de la Nakba, cerca de la prisión israelí de Beitunia, en la Cisjordania ocupada. Israel describió la protesta como una revuelta en la que la multitud se negó a dispersarse e inicialmente negó su responsabilidad, alegando que se desconocía la causa de las muertes, que las muertes eran fingidas, que los vídeos de los asesinatos no lograron capturar la violencia previa, que dichos vídeos estaban manipulados, que los soldados habían sido provocados y que solo se habían disparado balas de goma. Investigaciones independientes y pruebas aportadas por terceras personas, provenientes de múltiples fuentes, refutaron los argumentos del Ejército israelí, mientras que una autopsia mostró que uno de los adolescentes había recibido fuego real .
Un policía de fronteras israelí, Ben Deri (21 años), natural de Rishon LeZion, fue arrestado seis meses después y acusado de disparar a uno de los dos palestinos asesinados, después de que las pruebas forenses demostraran que una de las balas letales provenía de su pistola. Las acusaciones por parte de la fiscalía israelí pasaron de asesinato a homicidio primero, y de homicidio a homicidio involuntario poco después. El 25 de abril de 2018, casi cuatro años después de los asesinatos, Ben Deri fue condenado a nueve meses de cárcel por la muerte de uno de los dos jóvenes palestinos, Nadim Nuwara, de 17 años. En agosto de 2018, el Tribunal Supremo de Israel aumentó la condena hasta los 18 meses de cárcel.

## Contexto de los asesinatos
A la misma vez que Israel celebra su Día de la Independencia, el Yom Ha'atzmaut, los palestinos conmemoran el Día de la Nakba en recuerdo del exilio forzoso al que cientos de miles de palestinos se vieron abocados en 1948, cuando el avance de los soldados israelíes para establecer su estado les incitó a huir o les expulsó de sus hogares en más de 500 aldeas y ciudades de Palestina. El Día de la Nakba se suele celebrar desde Galilea hasta Gaza con marchas de protesta, ondeando banderas negras en señal de luto y mostrando las llaves de las casas que les fueron arrebatadas, así como haciendo sonar las sirenas al mediodía y marchando hacia los lugares en los que hay o hubo casas y aldeas palestinas destruidas. Según el primer ministro israelí Benjamín Netanyahu, el propósito de esta conmemoración palestina es ‘señalar la tragedia del establecimiento del Estado de Israel, del estado del pueblo judío.' La conmemoración del 15 de mayo de 2014, el 64.º aniversario de la catástrofe , estuvo también marcada por manifestaciones de solidaridad con los palestinos en situación de detención administrativa que, desde el 24 de abril, estaban en huelga de hambre en protesta por lo que, según fuentes palestinas, era una decisión israelí de retractarse de un acuerdo realizado tras una huelga anterior y que restringía la práctica de detenciones administrativas solo a casos excepcionales. Ya con anterioridad, el día de la Nakba había derivado alguna vez en incidentes violentos: en 2011, tropas israelíes mataron a 10 palestinos e hirieron a centenares cuando estos intentaron traspasar la frontera norte de Israel. Amnistía Internacional ha acusado a Israel de tener el 'gatillo fácil' y de adoptar una fuerza excesiva en estas ocasiones; el año anterior, 2013, se registraron 27 muertes por disparos israelíes en incidentes de lanzamiento de piedras. En la conmemoración de 2014 tuvieron lugar una serie de enfrentamientos, calificados de nivel relativamente bajo, entre fuerzas israelíes y manifestantes palestinos en Ni'lin, Belén y el barrio de Al-Isawiya en Jerusalén Oriental. La violencia fue un tanto mayor en dos zonas fronterizas, Kalandia (cerca de Ramala) y Beitunia. En total, 270 palestinos, un soldado israelí y 3 policías de fronteras resultaron heridos.

## Manifestación del 15 de mayo de 2014 junto a la prisión de Ofer
En Beitunia, 150 palestinos participaron en la conmemoración de la Nakba que tuvo lugar junto a la prisión israelí de Ofer , donde más de 100 palestinos llevaban semanas en huelga de hambre para protestar por su detención. Los manifestantes protestaban contra la práctica israelí de detener sospechosos por un periodo de hasta seis meses de duración sin presentar cargos, sin llevarlos a juicio y sin darles acceso a las pruebas, que se consideran secretas . Los palestinos, entre ellos los dos jóvenes posteriormente asesinados, arrojaron piedras a la policía israelí, que respondió empleando material antidisturbios. Según fuentes israelíes, la manifestación tuvo episodios ocasionales de violencia, mientras que fuentes palestinas aseguraron que empezó pacíficamente, pero que se volvió violenta cuando se disparó con munición real a los manifestantes que lanzaban piedras. Además de las piedras arrojadas, se lanzaron rodando neumáticos ardiendo hacia las fuerzas de seguridad israelíes, y algunas fuentes israelíes declararon que cinco cócteles molotov habían sido lanzados a los policías y que un equipo de artificieros de la policía había destruido un artefacto explosivo. La policía respondió con botes de gas lacrimógeno, granadas aturdidoras y balas de goma.
Las fuerzas israelíes dispararon a cuatro manifestantes palestinos en el mismo trozo de asfalto. Se trataba de Nadim Nuwara (17 años) ; Mohammad Mahmoud Odeh Salameh (también conocido como Abu Thaher; 17 años); Muhammad al-'Azza (15 años), y un cuarto hombre (23 años) que sigue sin identificar. Los disparos tuvieron lugar en tres incidentes separados. La primera víctima fue Muhammad 'Azzah, de 15 años, a quien dispararon e hirieron en el pecho alrededor de las 12:20 p. m. La primera muerte de aquel día fue la de Nuwara, a quién dispararon a unos 15 metros de donde Azzah había sido alcanzado. Le dispararon en el pecho a las 13:45. A Salameh (17 años) le dispararon en el mismo sitio a las 14:58 y fue declarado muerto a la llegada de los médicos. Le habían disparado por la espalda.
Human Rights Watch, que examinó una secuencia de fotografías tomadas a gran velocidad por el fotoperiodista Samer Nazzal justo después del asesinato, afirmó que un proyectil, aparentemente una bala de goma, parecía venir de la dirección donde se encontraban las fuerzas israelíes e impactó en un paramédico palestino que llevaba un chaleco naranja y ayudaba a retirar a Nuwwarah.
Tanto las imágenes de vídeo como los testimonios de primera mano, incluidos los de los periodistas que informaban de la protesta, confirmaron que los adolescentes asesinados iban desarmados y no suponían un riesgo aparente o inminente para las fuerzas israelíes., así como que los disparos tuvieron lugar durante un periodo de calma. La organización por los derechos humanos Al-Haq recogió declaraciones juradas de los testigos y de una de las víctimas. Según el testimonio de Muhammad Abdallah 'Azza, salió de la escuela con varios amigos para participar en la manifestación a las 10:30 de ese día, y al llegar a Beitunia se unió a unos 60 manifestantes en los exteriores de la prisión. Las tropas israelíes estaban ubicadas en dos zonas distintas: 8 soldados se habían colocado a aproximadamente 46 metros de distancia, tras un muro de un metro de alto que miraba hacia la calle, y un puñado de manifestantes les arrojó piedras infructuosamente. Los soldados respondieron con gas lacrimógeno y balas de goma. Otro grupo de soldados permanecía un poco más lejos, tras bloques de cemento en el patio de la prisión de Ofer, a unos 150 o 200 metros de distancia. Mientras observaba detrás de los que lanzaban piedras, Muhammad afirma que vio a un soldado que parecía estar apuntando un rifle en su dirección, oyó un disparo de fuego real, sintió un impacto en el pecho y cayó hacia atrás. Los cirujanos informaron que una bala le había impactado en una costilla izquierda, lo que desvió la bala de su corazón y perforó sus pulmones antes de que saliera por su espalda.
Según Muhannad Yihad Rabí' (23 años), él y sus amigos, incluyendo algunos activistas extranjeros, se unieron a la manifestación alrededor de las 12:15 p. m. y presenciaron enfrentamientos en los que varios manifestantes resultaron heridos. Cuando estaban terminando los enfrentamientos escuchó fuego real y se arrojó al suelo, momento en el que advirtió que un palestino (Muhammad Salama) había caído al suelo con un agujero en el pecho. Según el periodista de Ramala Samer Hisham Nazzal, que trabaja para Raya News y que llegó a la escena del crimen a las 1:30 p. m., se podían escuchar las balas de goma y la munición real a esa hora. A las 1:40 p. m., cuando ya no se estaban lanzando piedras, oyó fuego real y vio como caía al suelo un joven (Nuwara) que llevaba una mochila, iba vestido de negro y tenía la cara cubierta por una kufiyya. Un paramédico que se había apresurado a asistir al joven recibió un disparo en la cabeza con una bala de goma. Testigos de los asesinatos declararon que el sonido de la munición real, bastante distinto del tipo de balas de goma utilizado por el ejército israelí, era audible en ese momento. Según un fotógrafo palestino presente en esos momentos, esta diferencia en los sonidos ha sido confirmada en repetidas ocasiones por defensores de los derechos humanos israelíes, palestinos e internacionales, así como por personas que han presenciado manifestaciones de este tipo.

## Reglas de enfrentamiento y declaraciones del ejército israelí
Las reglas de enfrentamiento del ejército israelí establecen que jamás debe usarse fuego real contra quienes arrojen piedras, con la única excepción de que se considere que la situación supone un riesgo inmediato de muerte para los soldados. Los policías de fronteras y los soldados israelíes admitieron que habían recibido una orden explícita a dicho efecto desde la sede del Comando Central, prohibiendo el uso de munición real a menos que sus vidas estuviesen en riesgo. Después de los asesinatos, la policía dijo que se habían atenido a las órdenes y que solo habían usado balas de goma. También se dijo por parte del ejército israelí que no se había usado fuego real y que la causa del incidente estaba aún por determinar. Según portavoz israelí Micky Rosenfeld, las tropas israelíes estaban de deteniendo un “alboroto” y no utilizaron fuego real. Libby Weiss, otra portavoz del ejército israelí, dijo que los soldados habían utilizado "métodos no violentos para tratar de dispersar la multitud”, que ignoró las órdenes policiales. Los informes del hospital de Ramala, lugar al que fueron llevados los heridos y fallecidos, especificaron que las heridas solo eran compatibles con munición real. Oscar Fernández-Taranco, el asistente del secretario general de la ONU para asuntos políticos, declaró que la información recabada indicaba que los dos palestinos asesinados iban desarmados y no suponían una amenaza directa.

## Aparición de las pruebas de vídeo
El 19 de mayo, Defense for Children International – Palestine publicó imágenes de las cámaras de seguridad de Faher Zayed en su página web. Según Mohammad Azza, el ejército israelí también había estado grabando los enfrentamientos. El soldado que fue suspendido el 28 de mayo por disparar su rifle sin autorización formaba parte de una unidad de comunicaciones que documenta el trabajo de los soldados de combate, y Human Rights Watch ha solicitado que se divulgue cualquier vídeo y fotografía en su posesión para ser sometido a escrutinio público. La escena completa fue filmada por videocámaras colocadas por motivos de seguridad -para evitar robos- en el exterior de la tienda de Faher Zayed, el hombre de negocios palestino que suministró las pruebas y que testificó que algunos palestinos presentes en los asesinatos habían oído cuatro disparos supuestamente provenientes del lado israelí. El 17 de junio, según Zaher, cuatro vehículos militares israelíes y dos docenas de soldados visitaron su carpintería mientras él estaba ausente y un oficial le dijo a su ayudante que a no ser que Zayed regresara en 5 minutos, quemaría por completo su carpintería. Este llevado a un interrogatorio en la base militar de Ofer. Allí se le ordenó que desmantelara su sistema de vigilancia con cámaras de seguridad, se le reprendió que hubiese pasado imágenes a organizaciones de derechos humanos, se le acusó de fabricar pruebas, se le amenazó con acciones judiciales y un soldado presuntamente lo intimidó diciéndole que  “soltaría los perros contra [mis] hijos.” "Me dijeron que tenía 24 horas para desinstalar las cámaras.” "Uno de ellos dijo, "te aplastaremos como a un bicho,   no eres nada". El Coronel Peter Lerner, portavoz del ejército israelí, declaró que “no sabía nada de esas acusaciones”. Avi Isacharoff, escribiendo sobre la "apatía que caracteriza al periodismo israelí en todo lo que tiene que ver con los palestinos", apuntó que Moshé Yalón, aludiendo a insinuaciones del estilo Pallywood, negó la credibilidad del vídeo sin haberlo siquiera visto y afirmó en unas declaraciones en el asentamiento israelí de Ariel que los soldados habían actuado como debían en tales circunstancias. El ejército israelí dijo que el vídeo, que dura 146 segundos, había sido "editado tendenciosamente", dejando de mostrar la violencia de los enfrentamientos de aquel día. Un importante oficial que aceptó las preguntas de los periodistas dijo dudar de que ambos jóvenes estuviesen muertos. Otros afirmaron que los dos palestinos asesinados en los vídeos no eran los mismos que los chicos cuyas muertes habían sido registradas.
Hay varias horas de grabación sobre los asesinatos. Aunque el vídeo publicado por Defence for Children International el 19 de mayo había sido acortado para dejarlo en unos minutos, la CNN y otros medios de comunicación han revisado las seis horas completas de grabación.
El 20 de mayo, B'Tselem obtuvo las imágenes completas de las otras cuatro cámaras de seguridad que operan en el lado opuesto a donde los adolescentes fueron asesinados y proporcionó 2 secuencias, uno de cada asesinato, concluyendo que las pruebas refutaban la versión israelí y apuntaban a asesinatos deliberados. Según fuentes médicas, los orificios de entrada y de salida de las balas eran consistentes con munición real, no con balas de goma. La CNN publicó el 22 de mayo imágenes de los asesinatos grabadas por uno de sus productores. Un cámara de la CNN captó a un soldado israelí disparando su rifle sobre los palestinos en el preciso momento en que Nuwara cayó abatido. Cuando la cámara pasó a realizar una toma panorámica solo 14 segundos más tarde, se puede ver cómo un hombre herido está siendo evacuado del lugar. El vídeo de la CNN también parece captar otro disparo de un policía que estaba junto al soldado en una ladera por encima de los manifestantes.

## Pruebas forenses
El padre de Nuwara permitió la exhumación del cuerpo de su hijo, algo nada habitual en la práctica islámica, para constatar la verdad con respecto al proyectil que había matado a su hijo. Él mismo estaba convencido de la culpabilidad del ejército israelí, ya que dijo haber encontrado una bala en la mochila de su hijo. Se llevó a cabo una autopsia del cuerpo exhumado en el Instituto Palestino de Medicina Forense en Abu Dis, con el Dr. Saber Al-Aloul como responsable y con un representante del Instituto Nacional de Medicina Forense de Israel, así como con la asistencia de patólogos estadounidenses y daneses. Según B'Tselem y funcionarios palestinos, todos los expertos concluyeron que a Nuwara le habían disparado una bala real que atravesó su pecho: “basándose en las heridas de entrada y salida, y en radiografías que localizaron fragmentos [de bala] en el cuerpo... descartaron cualquier otra causa de la muerte, ya fuesen balas de goma o cualquier otra cosa.”
Según un experto israelí en balística, el Dr. Yosef Yekutiel, los soldados no pudieron haber disparado munición real porque el tipo del cañón que se muestra en el vídeo solo puede usarse para disparar balas de goma.
Al-Haq, un grupo de derechos humanos palestino, dijo que las autoridades palestinas no han sido capaces de enviar la bala a Jordania para un análisis balístico porque el ejército israelí no ha dado la aprobación necesaria para pasarla a través del puesto fronterizo controlado por Israel.
En noviembre de 2014, la policía de fronteras reveló que, de hecho, sí se había utilizado munición real.

## Investigación israelí
El ejército israelí prometió investigar el incidente. Se suspendió a un soldado el 28 de mayo y la investigación sigue en curso; Israel declaró que no hay pruebas de que su disparo fuese responsable de la muerte. Charlotte Silver, en un artículo para Al Jazeera, manifestó su escepticismo argumentando que, a pesar de las garantías del portavoz militar israelí, una "casi total inmunidad se aplica a los soldados israelíes que disparan y matan palestinos", y citó un reciente estudio de la ONG israelí Yesh Din que aparentemente muestra que por las muertes de los 5,000 palestinos abatidos por el ejército israelí desde el año 2000, solo siete soldados han sido condenados, y cada uno de ellos a varios meses en prisión. El ejército israelí declaró el 23 de mayo que presentaría sus conclusiones preliminares el siguiente jueves (29 de mayo).
El ejército israelí presentará sus hallazgos en la investigación inicial sobre las muertes de dos palestinos durante el día de protesta por la Nakba el pasado 15 de mayo al Jefe del Estado Mayor y al Ministro de Defensa el jueves. El informe de la División de Judea y Samaria intentará dilucidar si las tropas de la Policía de Fronteras dispararon y mataron a los dos hombres, como afirman los palestinos. Mientras, todavía está desarrollándose una investigación adicional por parte de la policía militar que podría tardar varias semanas en completarse
El 11 de noviembre de 2014, la policía del distrito de Judea y Samaria detuvo a un policía de fronteras israelí después de que las pruebas forenses relacionaran su pistola con una bala encontrada en la mochila de uno de los asesinados. Se afirmó que el policía sería acusado de asesinato. Los detalles de la investigación siguen bajo secreto judicial. Su oficial superior también fue arrestado por la sospecha de que sabía que su subordinado había usado munición real pero no informó de ello. Este oficial fue puesto en arresto domiciliario.

## Condena
El 14 de diciembre de 2014, el Tribunal del Distrito de Jerusalén permitió la publicación del nombre del policía de fronteras, que fue identificado como Ben Dery, de 21 años y natural de Rishon LeZion. La acusación de la fiscalía israelí se fue suavizando paulatinamente, pasando de asesinato a homicidio en un principio y de homicidio a homicidio involuntario finalmente. El 25 de abril de 2018, un juez del Distrito de Jerusalén sentenció a Ben Dery a 9 meses de cárcel y una multa de 50.000 séquels, prácticamente lo mínimo a lo que se le podía condenar por ese delito, que va de ocho meses a dos años de cárcel. El juez justificó esta decisión en la colaboración del acusado, al que calificó de "un excelente policía que era meticuloso con las órdenes. Los que le rodean lo valoran".
Por su parte, el padre de Nadim, Siam Nuwara, declaró: "no estamos sorprendidos por esta ridícula sentencia. En cuanto que se llegó a un acuerdo con la fiscalía supimos que iba en esta dirección". Siam comparó la sentencia con los 12 años de cárcel a los que se condenó a Ahmed Mansara, un niño palestino de 13 años que apuñaló a otro niño judío de 12 años. Otras fuentes la compararon con otras sentencias recientes, como la de 8 meses de cárcel a la adolescente palestina Ahed Tamimi por abofetear a un soldado israelí o los 18 meses de cárcel al soldado israelí Elor Azaria por ejecutar a un atacante palestino ya desarmado e inmovilizado.
El 19 de agosto de 2018, el Tribunal Supremo de Israel dobló la condena de Ben Deri, expresando que "tomarse la ley por su propia mano, decidir de manera consciente causar lesiones sin estar en peligro, eso es algo que definitivamente no debe hacerse".

## Reacciones
- Michael Oren, un exembajador israelí en Estados Unidos, declaró ante la CNN el 22 de mayo que la manera en que los jóvenes cayeron no era propia de un tiroteo.[59][60][61] Otro exembajador israelí en los Estados Unidos, Danny Ayalon, afirmó que el vídeo lo había fabridado la organización para la “protección de niños palestinos”, y que la exención de impuestos de dicho grupo debía ser cancelada cuando la verdad sobre su falseamiento saliese a la luz.[62][63]
- Meir Halevi Siegel escribió en The Jewish Press que la autenticidad de los vídeos había quedado desacreditada y que el incidente era "película falsa ideada por los palestinos".[64]
- El padre de Nuwara dijo que podría perdonar al tirador, quizás un joven como su hijo, y culpó al oficial que le habría dado la orden de disparar. Suponiendo que el joven israelí quizás no pudo dormir después, añadió:"Yo [quiero] creer que querría mostrar sus respetos y ofrecer sus condolencias y pedir perdón por lo que ha hecho."[65]
- Sarah Leah Whitson, directora para Oriente Medio y el Norte de África de Human Rights Watch, declaró el 9 de junio,“El asesinato deliberado de civiles por parte de las fuerzas de seguridad israelíes como parte de la ocupación es un crimen de guerra. Israel tiene la responsabilidad de procesar a las fuerzas que dispararon a estos adolescentes y también a aquellos responsables que asignaron munición real a la policía para una manifestación.”[66]

El primer informe de Human Rights Watch, publicado el 9 de junio, afirmó: “El asesinato deliberado de civiles por parte de las fuerzas de seguridad israelíes como parte de la ocupación es un crimen de guerra… la afirmación del ejército israelí de que sus fuerzas no usaron munición real el 15 de mayo no se sostiene". El segundo informe de Human Rights Watch, aparecido el 14 de junio, declaró: "Una autopsia palestina ha confirmado que un joven palestino asesinado por las fuerzas israelíes durante una protesta en Cisjordania el 15 de mayo de 2014 murió a causa de las heridas causadas por fuego real. (…) Las autoridades israelíes están empleando más energía en intentar desacreditar las pruebas que en erradicar el uso innecesario de munición real durante manifestaciones sobre personas que no suponen ningún riesgo."
- Amnistía Internacional declaró que "La noticia de que dos palestinos han sido asesinados durante las manifestaciones de hoy es alarmante. Las fuerzas israelíes han recurrido en repetidas ocasiones a una violencia extrema para responder a las protestas palestinas contra la ocupación, las políticas discriminatorias, la confiscation de tierra y construcción de asentamientos ilegales (...) Amnistía Internacional solicita una investigación rápida, independiente y transparente sobre estos muertos y heridos".[69]

## Consecuencias
Miles de personas participaron en la marcha del funeral por los dos adolescentes palestinos, ondeando banderas tanto de Hamás como de Fatah, los dos partidos políticos palestinos más importantes, y pidiendo "venganza por la sangre de los mártires."
Tres días después de la publicación de los resultados de la autopsia (9 de junio), que confirmaba que los dos adolescentes palestinos habían fallecido por fuego real, tres adolescentes israelíes fueron secuestrados (12 de junio) y asesinados poco después por miembros del grupo Hamás, a lo que siguió el secuestro y asesinato de Mohammed Abu Khdeir (2 de julio), un adolescente palestino quemado vivo por tres israelíes.
El tratamiento por parte de los medios israelíes y occidentales de las muertes de los jóvenes palestinos fue distinto al que recibieron los tres adolescentes israelíes.
En el show de la NBC All In with Chris Hayes, el corresponsal de la NBC en Oriente Medio Ayman Mohyeldin sacó el tema del “punto de partida” de la Guerra de Gaza de 2014 que siguió a estos asesinatos. Él, entre otros, cuestionaron el punto de vista sostenido por la mayoría de que el conflicto había empezado con el secuestro de los tres adolescentes israelíes. Rachel Shabi, de Al Jazeera, defendió la validez de acontecimientos previos como punto de inicio: "¿Por qué no rebobinar, por ejemplo, hasta los dos adolescentes palestinos (...) asesinados por tiradores israelíes en el día de la Nakba, en mayo?". De igual manera,  Christine Leuenberger afirmó que los "palestinos apuntan a otro desencadenante – el asesinato de dos adolescentes palestinos durante la conmemoración del día de la Nakba, el 15 de mayo." El historiador israelí Ilan Pappé apuntó. "El asesinato de los tres adolescentes israelíes, dos de ellos menores, secuestrados en la Cisjordania ocupada en junio, que fue principalmente una represalia por los asesinatos (en Beitunia) de niños palestinos en mayo...".